# Xiushanosteus mirabilis
Xiushanosteus mirabilis — вид панцирних риб монотипового роду Xiushanosteus, що існував у ранньому силурі. Описаний у 2022 році.

## Скам'янілості
Рештки близько  20 риб знайдені у відкладеннях формації Гуїсіншао у селищі Йондун Сюшань-Туцзя-Мяоського автономного повіту у провінції Чунцін в центральній частині Китаю. Горизонт знахідки датується середнім телицьким ярусом (436 млн років тому). Голотип зберігається в Інституті палеонтології хребетних і палеоантропології в Пекіні.